# ウラジロカンコノキ
ウラジロカンコノキ Phyllanthus triandrus (Blanco) Müll. Arg.; はコミカンソウ科の植物の1つ、かつてカンコノキ属に纏められた群の1種。葉裏に毛が密生して白くなっている。

## 特徴
常緑性の小高木。樹高は4～6mになる。分枝が多く、小枝は灰褐色で剛毛が生えている。葉は互生。葉柄は長さが2～3mmと短くて剛毛が生えている。葉身は長楕円形から長楕円状披針形をしており、長さは4～8cm、幅は2-3cm。葉の先端は鋭く尖るか突き出して尖っており、基部は左右不対称に狭まるか丸くなっている。縁は滑らかで、6～10対の側脈があり、表の面は緑色で中肋を除いては毛がなく、裏面は微小な柔らかい毛があって白、または灰白色を帯びている。
花期は3～5月。雌雄同株で花は葉腋に束になって着く。雄花は長さ1～2mm、時に3mmほどの柄があり、萼片は6個が2列に配置しており、卵状楕
円形で長さ2mmほど、毛はなくて大きく広がり、3個、希に4個の雄しべを含む。雌花の柄は長さが1～2mm、時に4mmに達し、萼片は雄花に似ているが広がらずに立っており、短い剛毛がある。子房は3室からなり、毛があり、花柱は互いにくっつき合って柱状になっており、萼片より長くて先端は3つに裂ける。胚珠は各室に2個生じる。果実は蒴果で3室からなり、偏球形で長さは4mmほど、幅は5～7mm。5mmほどの柄があって、果実本体は深く3つに裂けており、剛毛が生えていて、熟すと褐色になり、その内部に2個の種子を生じる。

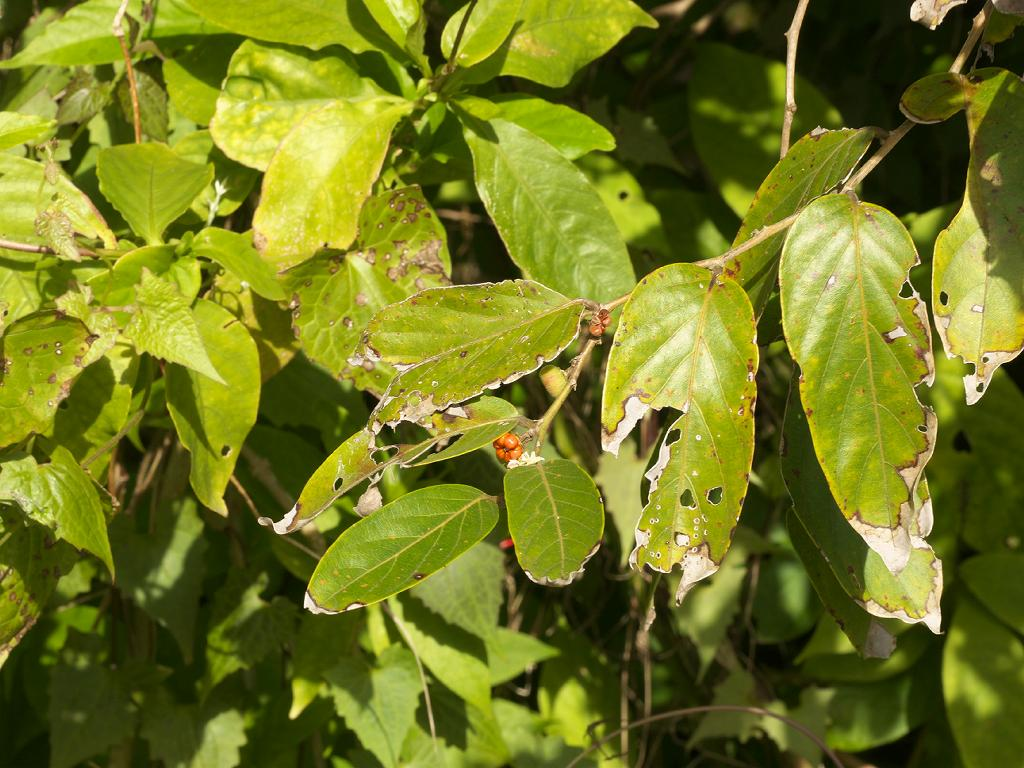
小枝と葉、果実など
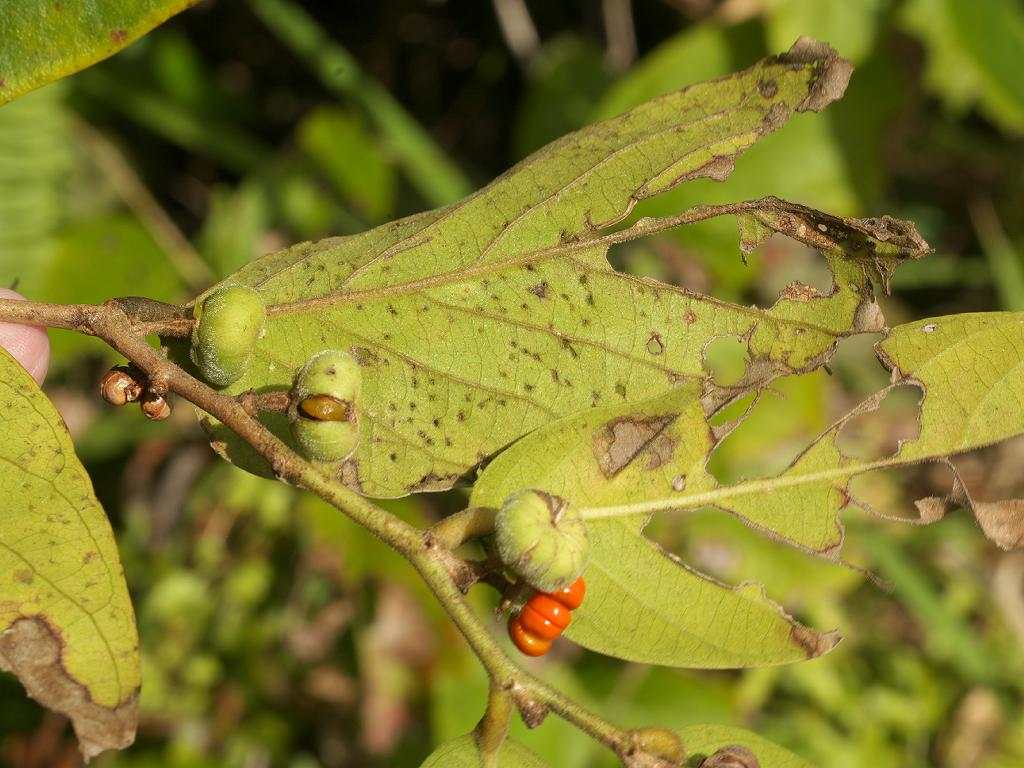
小枝の裏面

## 分布と生育環境
日本では南西諸島のみに知られ、奄美大島、徳之島、沖縄島、石垣島、西表島に分布し、国外では中国南部、台湾の亜熱帯域に分布がある。

## 分類、類似種など
本種は従来はトウダイグサ科カンコノキ属 Glochidion に含められてきたが、近年の分子系統的研究から他の複数属と共にコミカンソウ属 Phyllanthus の系統に含まれることが判明したという。Ylistはカンコノキ属を支持しているが、ここでは大橋他編(2018) に従った。
いわゆるカンコノキ類は日本に7種ほどがあるが、葉裏に白い毛を密生していることで多くの種とは判別は容易である。同様には裏に毛を密生するものに2種あり、ツシマカンコノキ P. puberus は本種に似ているが、葉裏は緑色に見え、また子房が7室であることで区別出来る。またこの種は日本では対馬からのみ知られている。ケカンコノキ P. hirstus はむしろカキバカンコノキ P. nitidus に似たもので本種よりかなり大きく（葉の長さが10cmを越える）、また花序が総花柄のある散形花序となっている点なども異なっている。この種は南西諸島に産し、本種とは分布域が重なっている。
なお、本種の学名としてはかつては G. acuminatum が使われたが、現在は頭記の学名が用いられている。これはこの学名の植物が本種とは違うものであることから変えられたもので、この名の植物は子房が4室であるとのこと。